# Швейцарская национальная библиотека
Швейцарская национальная библиотека (нем. Schweizerische Nationalbibliothek, фр. Bibliothèque Nationale Suisse, итал. Biblioteca Nazionale Svizzera, романш. Biblioteca naziunala svizra) — библиотека расположенная в Берне, Швейцария и входит в состав федерального управления по делам культуры, которая в свою очередь подчиняется Федеральному департаменту внутренних дел.

## История
Датой основания библиотеки считается 1894 год, в котором был разработан федеральной указ о создании Швейцарской национальной библиотеки, утверждённый Сенатом и Национальным советом. А в 1895 году библиотека уже начинает свою деятельность. Первое помещение библиотеки было размером с четырёхкомнатную квартиру и не имело электрического освещения. В 1899 году библиотека переезжает в новое более просторное помещение в здании федерального архива, что позволяет ей открыть свой архив для общественности. В 1901 году появился первый библиографический бюллетень Швейцарской национальной библиотеки. В современном виде библиотека появилась в 1931 году, когда переехало в новое здание в котором и находится по сей день. Строительство здания началось в 1928 году по проекту архитекторов Хоштетлера, Кауфмана и Эшгера.

## Руководство
Директором библиотеки с 1 апреля 2005 года по настоящее время является Мари-Кристин Доффи. Мари-Кристин имеет учёную степень в области гуманитарных наук. Она работает в швейцарской национальной библиотеке с 1991 года и за время работы находилась на нескольких руководящих должностях, в том числе и в качестве заместителя директора с 2003 года по март 2005 года.